# Paracentropyge multifasciata
Paracentropyge multifasciata — вид окунеподібних риб родини морських риб-ангелів (Pomacanthidae).

## Поширення
Вид поширений на сході Індійського океану та заході Тихого океану від Кокосових островів до островів Рюкю та Великого Бар'єрного рифу. Мешкає серед коралових рифів на глибині до 70 метрів.

## Опис
Дрібна рибка, завдовжки до 12 см. Має білий базовий колір з вісьмома чорними вертикальними смугами, які вентрально стають жовтуватими.